# Feudo
Il termine feudo (dal latino medievale feudum, a sua volta derivante dal basso francone antico fehu: ‘beni mobili, averi; possesso di bestiame’) indicava un diritto concesso tramite un patto di fiducia da una persona più ricca e potente in cambio di un servizio fornito in modo continuativo. Sotto questa definizione, in realtà molto generica, si collocano due istituzioni sostanzialmente uguali: la più antica e originaria afferente al diritto privato e la seconda, di natura pubblica, entrata nell'uso nel XII secolo e durata fino all'età moderna.

## Il feudo nel diritto privato
Feudo nel significato originario (in latino feudus) era costituito dal diritto reale su un bene in grado di fornire una rendita, quasi sempre di natura fondiaria, concesso a fronte dell'espletamento di un servizio. Quest'ultimo poteva anche essere di tipo professionale (per esempio poteva ricevere un feudo il medico o il notaio alle dipendenze di un re o un grande signore), ma almeno da un certo punto in avanti fu quasi sempre solo il corrispettivo di un impegno di tipo militare.
L'origine di questo tipo di remunerazione, sostitutiva di un normale stipendio, risiede probabilmente nella rarefazione della moneta nei secoli dell'Alto medioevo. In effetti, dove questa fu più contenuta, come in Italia, il feudo di tale tipo fu meno diffuso (fu probabilmente sconosciuto ai Longobardi, e importato dai Merovingi). Da un certo punto in avanti la concessione del feudo fu caratteristica del sistema signorile-vassallatico: l'investitura feudale era il corrispettivo dell'omaggio vassallatico, e rispetto a uno stipendio aveva il vantaggio di legare permanentemente il vassallo al signore.

## Il feudo nel diritto pubblico, o feudo onorifico
Il feudo, nel secondo significato (in latino "feudum"), che nacque all'epoca di Federico Barbarossa, era invece costituito da un insieme di diritti di natura pubblica in un certo ambito territoriale (il merum et mixtum imperium ovvero la giurisdizione penale e civile, oltre a vari censi e imposte), concessi da un re o da un principe territoriale, in cambio dapprima anche qui della fedeltà vassallatica, e più tardi semplicemente di denaro. Per tutto l'alto medioevo e l'XI secolo l'imperium o la districtio, cioè i poteri di natura pubblica connessi a una carica nobile, l'homagium (ovvero il rapporto personale di vassallaggio) e il beneficium  (ovvero i beni immobili concessi per un godimento privato) erano tre situazioni non necessariamente congiunte, anche se frequentemente erano nella titolarità di una stessa persona. Questi feudi nacquero inizialmente dalla sottomissione a re e principi (o anche vescovi e comuni) delle signorie territoriali locali, o signorie di banno, nate dalla disgregazione dei poteri pubblici nei secoli tra il X e il XII. Il signore locale si riconosceva vassallo del potere maggiore, consegnandogli la sua signoria, che gli veniva restituita immediatamente come feudo. Più tardi re e principi assegneranno i feudi vacanti - o appositamente confiscati - ai loro fedeli, capitani, favoriti, e anche creditori. Nell'ultimo periodo di vitalità del sistema feudale i governi, bisognosi di denaro, cedevano ordinariamente i feudi a ricche famiglie di possidenti e mercanti, per denaro, giungendo talvolta a metterli all'asta. Essi furono aboliti in generale tra il XVIII e il XIX secolo (nel 1797 nell'Italia settentrionale, nel 1806 nel Regno di Napoli e solo nel 1830 in Sardegna). Questo tipo di feudo era detto onorifico, essendo honor il vocabolo latino indicante le cariche pubbliche.

## Collegamento giuridico e storico tra i due tipi di feudi
Alla base della concessione in feudo di diritti pubblici, ovvero del concetto più recente e storicamente noto di feudo, c'è la concezione patrimoniale dei medesimi diritti pubblici, che potevano essere venduti, ereditati, suddivisi territorialmente; concezione che deriva dalla natura stessa dei regni germanici succeduti all'Impero romano (tipica è la suddivisione di un regno tra gli eredi del re defunto, che avveniva per esempio presso i Franchi). Pertanto non è strano che un istituto del diritto privato potesse essere applicato disinvoltamente al diritto pubblico.
Più interessante è comprendere il legame storico tra i due tipi di feudo. La signoria territoriale (dominatus loci), che si trasformò generalmente in feudo onorifico, era nata dall'usurpazione dei poteri pubblici, su territori ristretti (anche singoli villaggi) da parte dei maggiori possessori di terre, che avevano costruito castelli per la difesa di esse e dei loro dipendenti, ponendo sotto la propria protezione e controllo anche i minori possessi circostanti. Non di rado questi grandi possessi, che costituivano il nucleo delle signorie locali, erano in origine feudi ottenuti dal re, da vescovi e monasteri o da signori maggiori. Pertanto un certo tipo di legame vassallatico-feudale era spesso presente già all'origine in queste signorie. Non bisogna però dimenticare che, specie in Italia, l'origine feudale dei grandi possessi era limitata: per lo più si trattava di proprietà private (allodio) o di concessioni non di tipo feudale (doni, locazioni a canoni modesti o simbolici, beni concessi in enfiteusi o precarie). Il feudo era certamente diffuso, ma non tanto come remunerazione a vantaggio di un signore locale da parte di qualche potere maggiore di cui si riconosceva vassallo, quanto piuttosto come corrispettivo del rapporto vassallatico tra questi signori locali e i loro uomini d'arme (secundi milites, valvassori, persino scudieri).
I passi più importanti nella costituzione di feudi pubblici furono compiuti dagli Imperatori del XII secolo. Già Corrado III attorno al 1130 aveva concesso in feudo ad alcuni grandi signori il fodro regio su certi territori: si trattava ancora di un diritto destinato a produrre una rendita, come i feudi di diritto privato, ma ciò che veniva infeudato era una prerogativa pubblica. Una via di mezzo, dunque, tra i due tipi di feudo. Con Federico I si giunge alla completa infeudazione del complesso dei diritti pubblici: nasce il feudo del secondo tipo. L'intenzione di Federico era di consolidare il suo potere istituendo rapporti vassallatici tra il potere regio e le signorie, di fatto quasi indipendenti. Il suo obiettivo non fu raggiunto pienamente, comunque il metodo fece scuola, e fu adottato da comuni e principi per secoli.

## Successione feudale
In origine, i feudi erano concessioni temporanee o al più vitalizie, che però spesso venivano confermate agli eredi diretti del precedente concessionario. L'ereditarietà fu dichiarata a livello generale, per i suoi vassalli, da Carlo il Calvo nel capitolare di Quierzy (877); mentre in passato si pensava che questo atto legislativo avesse stabilito l'ereditarietà dei "feudi maggiori", oggi gli storici sono concordi nel considerare il capitolare di Quierzy un provvedimento da applicare in casi eccezionali, ossia la partenza del re per una spedizione militare. Il passaggio del feudo da padre e figlio era provvisorio e non obbligatorio. Fu solo nel 1037 che Corrado il Salico, con l'Edictum de beneficiis (comunemente noto come Constitutio de Feudis) stabilirà l'ereditarietà dei feudi di qualunque grado, per difendere i cosiddetti valvassores.
Esistevano diversi meccanismi di successione dei feudi, che dipendevano dalla loro concessione: vi erano forme di amministrazione indivisa e consortile, oppure la divisione in quote uguali fra tutti i figli maschi, oppure il fedecommesso, o ancora forme di privilegio come la primogenitura, il maggiorascato o il seniorato.
In generale i feudi erano ereditabili dai discendenti, fratelli o nipoti; non avevano quindi l'illimitata ereditabilità dei possessi fondiari. Inoltre erano ereditabili solo in linea maschile, a meno che l'atto di investitura non concedesse la successione anche in linea femminile (primogenitura cognatizia), caso peraltro infrequente; e per lo più erano esclusi dalla successione i figli naturali anche se legittimati. Alcuni feudi, specie i più antichi, erano divisi pro quota tra tutti i figli maschi, secondo il diritto longobardo o anche fra tutti i membri maschili di un consortile. Nel caso mancasse un erede legittimo il feudo ritornava sotto il diretto dominio dell'ente che l'aveva concesso (l'Impero, un principe territoriale o un ente ecclesiastico); questo fu spesso sfruttato per confiscare dei feudi da vendere poi ad altri, modo sicuro da parte dei governi di intascare molto denaro, giacché la confisca non implicava alcun risarcimento.
Non sempre l'ereditarietà dei feudi era gratuita ed automatica. In alcuni regni (ad es. Francia) era previsto che il successore nel feudo dovesse pagare al concedente una tassa denominata laudemio, che, analogamente all'istituto dell'enfiteusi del diritto medioevale, aveva la funzione giuridica di far riconoscere al successore che il feudo era stato "concesso" impedendo l'usucapione e quindi impedendo che il feudo si trasformasse in piena proprietà allodiale. In questi casi teoricamente il mancato pagamento del laudemio faceva ritornare il feudo nel patrimonio del concedente impedendo la successione.

## Tipi di feudi onorifici
I diplomi di infeudazione qualificano i feudi con una lista di espressioni d'uso, quali onorifico, paterno, avito, antico, nobile e gentile, franco e libero, di cui forse gli stessi notai che estendevano questi atti non intendevano appieno il significato. Certamente onorifico indica il carattere pubblico e non privato del feudo; nobile e gentile che si tratta di un feudo assegnato a un nobile, e non uno dei cosiddetti feudi scutiferorum dati agli scudieri di origine plebea, quasi una via di mezzo tra un feudo e la concessione di un terreno a un contadino (massaricio, livello). Una qualifica molto in uso nel medioevo fu quella di feudo ligio, concesso a un vassallo che giurava a un signore una speciale fedeltà (detta appunto ligia), in un'epoca in cui si poteva essere vassalli contemporaneamente di più signori.
Nell'epoca dei Principati e nell'età moderna i feudi erano classificati a seconda della minore o maggiore autonomia:
- Feudi camerali erano detti quelli concessi da un principe, assoggettati al controllo della camera (ministero delle finanze) e dotati di scarsa autonomia fiscale e giurisdizionale. Di questo tipo era la grande maggioranza dei feudi.
- Feudi aderenti erano per lo più antichi feudi di concessione imperiale, che si erano assoggettati ai principati territoriali, mantenendo però una certa autonomia fiscale e giurisdizionale.
- Feudi esenti o affrancati erano pure antichi feudi, che erano riusciti a mantenere la loro autonomia rispetto ai principati. Erano del tutto autonomi, sia fiscalmente che per l'amministrazione della giustizia. Non di rado questa autonomia era però messa in dubbio e calpestata dagli stati vicini, dando luogo a lunghe liti. La maggior parte di questi feudi era di concessione imperiale e riconosceva la sola sovranità dell'Impero (Feudi Imperiali); alcuni erano di origine ecclesiastica, e riconoscevano la sovranità pontificia.

Poiché molte signorie locali poi trasformate in feudi onorifici derivavano dai possessi fondiari di antiche famiglie di ufficiali pubblici (conti, marchesi), analoghi titoli rimasero in uso per qualificare i titolari dei feudi. Inizialmente erano chiamati marchesati e contee le signorie appartenenti ai discendenti di famiglie marchionali e comitali (per esempio i Conti palatini di Lomello, i conti di Biandrate, i conti Aldobrandeschi, Guidi, Alberti, i marchesi di origine aleramica del Monferrato, Saluzzo, Del Carretto od obertenga come i Malaspina, Estensi, Pallavicino). Più tardi i principi territoriali (come i duchi di Milano, Ferrara, Savoia) insignirono di simili titoli i loro feudatari. Nell'Italia settentrionale la scala dei feudi da questo punto di vista era: marchesato, contea, signoria; la concessione di Ducati e Principati rimaneva prerogativa imperiale e riguardava solo feudi immediati dell'Impero. Nel Regno di Napoli, Sicilia e nello Stato Pontificio invece i sovrani territoriali potevano insignire i loro feudatari anche dei titoli di duca e principe, analogamente ai sovrani esteri non soggetti all'Impero.